# LATAM Airlines Colômbia
LATAM Airlines Colômbia (Antes: LAN Colômbia) esta companhia aérea está sediada em Bogotá, Colômbia.  Opera sobretudo linhas regionais domésticas e efectua voos internacionais a partir do Aeroporto Internacional El Dorado, na cidade de Bogotá, efetua passagens também nos seguintes aeroportos Aeroporto Internacional Ernesto Cortissoz, Barranquilha, Aeroporto Olaya Herrera, Medellín e Aeroporto Perales, em Ibagué.

## História
Esta companhia inicia suas operações a 23 de fevereiro de 1981. Foormada em Ibagué com dois aviões Embraer EMB-110 Bandeirante. Actualmente possui nos seus quasdros 581 colaboradores.
A empresa possui na maioria voos regionais mas, em 2008, com a introdução de aviões Boeing 737-700 à frota, começou a operar em carreiras de Low Cost, alterando significatovamente o cenário da aviação na Colômbia.
Adquire novas rotas, inclusive para os Estados Unidos da América, nomeadamente para o Aeroporto Internacional de Fort Lauderdale-Hollywood e para o Aeroporto Internacional John F. Kennedy. Em 2009, a AIRES torna-se na segunda maior operadora de voos do mercado doméstico.
Em 2010, AIRES é vendida para o grupo chileno LAN Airlines, quem depois  de uma difícil situação recupera a linha aérea e genera uma restruturação completa, desde Dezembro de 2011 Aires agora chamá-se LATAM Colômbia, e faz parte do grupo de LATAM sendo o quinto pais com operação doméstica da multinacional aeronáutica.

## Frota
A frota atual da LATAM Colômbia possui as seguintes aeronaves:
(Atualizado em Janeiro de 2024)
| Modelo            | Na frota | Em breve | Passageiros (Economy) |
| ----------------- | -------- | -------- | --------------------- |
| Airbus A319       | 6        | -        | 144                   |
| Airbus A320       | 8        | -        | 174                   |
| Boieng 767-300ERF | 5        | -        | Cargo                 |
| Total             | 19       | -        |                       |

### Frota Antiga
A LATAM Colômbia, em 2008 anunciou a compra de 4 Bombardier Dash 8 Q400 para aumentar a sua frota
A empresa pretende substituir toda sua frota de 11 Bombardier Dash 8 Q400 Q200s ao longo dos próximos cinco anos.

## Incidents e acidentes
- Em 16 de agosto de 2010 um avião Boeing 737-700, saído de Bogotá despenhou-se a 80 metros do solo depois de ter sido atingido por um raio quando procedia às manobras de aterrissagem no Aeroporto Internacional da ilha de San Andrés..[6]

O avião HK4682, da Boeing 737-700, tinha menos de dois anos de serviço na Aires.